# Willie Dixon
Willie Dixon właśc. William James Dixon (ur. 1 lipca 1915 w Vicksburgu, Missisipi, zm. 29 stycznia 1992 w Burbank, Kalifornia) – amerykański bluesman; basista, wokalista i autor piosenek.  Producent w wytwórniach Chess Records i Checker Records. Współpracował z takimi muzykami jak Chuck Berry, Muddy Waters, Howlin’ Wolf, Otis Rush, Bo Diddley, Little Walter, Sonny Boy Williamson, Koko Taylor, Little Milton, Led Zeppelin, Eddie Boyd, Jimmy Witherspoon, Lowell Fulson, Willie Mabon, Memphis Slim, Johnny Winter.
Jest autorem wielu standardów bluesowych, które wpłynęły na twórczość takich zespołów jak The Rolling Stones, Cream czy Led Zeppelin. Do jego najlepiej znanych piosenek zaliczane są napisane dla Chess Records „Little Red Rooster”, „Hoochie Coochie Man”, „Evil”, „Spoonful”, „Back Door Man”, „I Just Want to Make Love to You”, „I Ain’t Superstitious”, „My Babe”, „Wang Dang Doodle” i „Bring It On Home”.
Przyczyną śmierci artysty była niewydolność serca.
W 1994 Willie Dixon został wprowadzony do Rock and Roll Hall of Fame.